# Regan (Dakota Północna)
Regan – miasto w Stanach Zjednoczonych, w stanie Dakota Północna, w hrabstwie Burleigh.